# Mallosoma scutellare
Mallosoma scutellare är en skalbaggsart som beskrevs av White 1853. Mallosoma scutellare ingår i släktet Mallosoma och familjen långhorningar. Inga underarter finns listade i Catalogue of Life.